# Downhill Lošinj
Downhill Lošinj je međunarodna brdsko-biciklistička utrka koja se održava u Velom Lošinju. Povremeno je uključena u UCI Mountain Bike World Cup - Downhill (kraće UCI MTB World Cup DHI).

## Lista izdanja i pobjednika
Start – Cilj
2013.-... vrh brda Sv. Ivan - riva
Kazalo:
* E označava broj natjecatelja u elitnoj kategoriji od ukupnog broja
| Rang                      | Izdanje | Duljina [km] | VRSC [m] | Broj * natjecatelja | Broj * natjecatelja | Elite (ukupna konkurencija) | Elite (ukupna konkurencija) | Elite (ukupna konkurencija) | Elite (ukupna konkurencija) | Elite (ukupna konkurencija) | Elite (ukupna konkurencija) | Elite (ukupna konkurencija) | Elite (ukupna konkurencija) | Elite (ukupna konkurencija) |
| ------------------------- | ------- | ------------ | -------- | ------------------- | ------------------- | --------------------------- | --------------------------- | --------------------------- | --------------------------- | --------------------------- | --------------------------- | --------------------------- | --------------------------- | --------------------------- |
| Rang                      | Izdanje | Duljina [km] | VRSC [m] | Broj * natjecatelja | Broj * natjecatelja | Pobjednik                   | Pobjednik                   | # 2                         | # 3                         | UP                          | Pobjednica                  | Pobjednica                  | # 2                         | # 3                         |
| Rang                      | Izdanje | Duljina [km] | VRSC [m] | M                   | Ž                   | Biciklist                   | MP [s]                      | # 2                         | # 3                         | UP                          | Biciklistica                | MP [s]                      | # 2                         | # 3                         |
| IXS European Downhill Cup | 2024.   |              |          | ? (?E)              | ? (?E)              | Nepoznata kratica »«        | +                           | Nepoznata kratica »«        | Nepoznata kratica »«        |                             | Nepoznata kratica »«        | +                           | Nepoznata kratica »«        | Nepoznata kratica »«        |
|                           | 2023.   |              |          | ? (?E)              | ? (?E)              | Nepoznata kratica »«        | +                           | Nepoznata kratica »«        | Nepoznata kratica »«        |                             | Nepoznata kratica »«        | +                           | Nepoznata kratica »«        | Nepoznata kratica »«        |
| iXS Europski kup          | 2022.   |              |          | ? (?E)              | ? (?E)              | Luka Berginc                | +1.526                      | Nepoznata kratica »«        | Nepoznata kratica »«        |                             | Jolanda Kiener              | +14.006                     | Nepoznata kratica »«        | Nepoznata kratica »«        |
|                           | 2021.   |              |          | ? (?E)              | ? (?E)              | Nepoznata kratica »«        | +                           | Nepoznata kratica »«        | Nepoznata kratica »«        |                             | Nepoznata kratica »«        | +                           | Nepoznata kratica »«        | Nepoznata kratica »«        |
| SK                        | 2020.   |              |          |                     |                     | SK otkazan zbog pandemije   | SK otkazan zbog pandemije   | SK otkazan zbog pandemije   | SK otkazan zbog pandemije   | SK otkazan zbog pandemije   | SK otkazan zbog pandemije   | SK otkazan zbog pandemije   | SK otkazan zbog pandemije   | SK otkazan zbog pandemije   |

| Rang | Izdanje | Duljina [km] | VRSC [m] | Broj * natjecatelja | Broj * natjecatelja | Elite (ukupna konkurencija) | Elite (ukupna konkurencija) | Elite (ukupna konkurencija) | Elite (ukupna konkurencija) | Elite (ukupna konkurencija) |
| ---- | ------- | ------------ | -------- | ------------------- | ------------------- | --------------------------- | --------------------------- | --------------------------- | --------------------------- | --------------------------- |
| Rang | Izdanje | Duljina [km] | VRSC [m] | M                   | Ž                   | Pobjednik                   | MP [s]                      | UP                          | Pobjednica                  | MP [s]                      |
| C1   | 2019.   | 1.3          |          | ? (?E)              | ? (?E)              | Jure Žabjek                 | +7.446                      |                             | Naja Stipanič               | +                           |

| Rang | Izdanje | Duljina [km] | VRSC [m] | Broj * natjecatelja | Broj * natjecatelja | Elite (ukupna konkurencija) | Elite (ukupna konkurencija) | Elite (ukupna konkurencija) | Elite (ukupna konkurencija) | Elite (ukupna konkurencija) | Elite (ukupna konkurencija) | Elite (ukupna konkurencija) | Elite (ukupna konkurencija) | Elite (ukupna konkurencija) |
| ---- | ------- | ------------ | -------- | ------------------- | ------------------- | --------------------------- | --------------------------- | --------------------------- | --------------------------- | --------------------------- | --------------------------- | --------------------------- | --------------------------- | --------------------------- |
| Rang | Izdanje | Duljina [km] | VRSC [m] | Broj * natjecatelja | Broj * natjecatelja | Pobjednik                   | Pobjednik                   | # 2                         | # 3                         | UP                          | Pobjednica                  | Pobjednica                  | # 2                         | # 3                         |
| Rang | Izdanje | Duljina [km] | VRSC [m] | M                   | Ž                   | Biciklist                   | MP [s]                      | # 2                         | # 3                         | UP                          | Biciklistica                | MP [s]                      | # 2                         | # 3                         |
| SK   | 2018.   | 1,390        |          | ? (64E)             | ? (16E)             | Aaron Gwin                  | +0.798                      | Luca Shaw                   | Dean Lucas                  |                             | Myriam Nicole               | +3.559                      | Rachel Atherton             | Tahnee Seagrave             |

| Rang | Izdanje | Duljina [km]    | VRSC [m]        | Broj * natjecatelja | Broj * natjecatelja | Elite (ukupna konkurencija) | Elite (ukupna konkurencija) | Elite (ukupna konkurencija) | Elite (ukupna konkurencija) | Elite (ukupna konkurencija) |
| ---- | ------- | --------------- | --------------- | ------------------- | ------------------- | --------------------------- | --------------------------- | --------------------------- | --------------------------- | --------------------------- |
| Rang | Izdanje | Duljina [km]    | VRSC [m]        | M                   | Ž                   | Pobjednik                   | MP [s]                      | UP                          | Pobjednica                  | MP [s]                      |
| C1   | 2017.   |                 |                 |                     |                     | Markus Pekoll               | +                           |                             | Monika Hrastnik             | +                           |
| C1   | 2016.   |                 |                 |                     |                     | Sławomir Łukasik            | +4.570                      |                             | Zarja Černilogar (3)        | +0.770                      |
| C1   | 2015.   | nije se održalo | nije se održalo | nije se održalo     | nije se održalo     | nije se održalo             | nije se održalo             | nije se održalo             | nije se održalo             | nije se održalo             |
| C1   | 2014.   |                 |                 |                     |                     | Manuel Gruber (2)           | +0.774                      |                             | Zarja Černilogar (2)        | +29.923                     |
| ??   | 2013.   |                 |                 |                     |                     | Manuel Gruber               | +5.316                      |                             | Zarja Černilogar            | +10.572                     |

UCI Mountain Bike Downhill World Cup Lošinj 2018. smatrala se unikatnom utrkom obzirom da su se natjecatelji utrkivali kroz urbano područje, a sam cilj bio je na obali što je bio prvi slučaj u svjetskom kupu.

### Statistika (2019.)
|   | Biciklist(ica)       | Pobjede | Top 3 |
| - | -------------------- | ------- | ----- |
| M | Nepoznata kratica »« |         |       |
| Ž | Nepoznata kratica »« |         |       |

|   | Biciklist(ica)   | Pobjede |
| - | ---------------- | ------- |
| Ž | Zarja Černilogar | 3       |
| M | Manuel Gruber    | 2       |

## Vanjske poveznice
- Lošinj World Cup  Arhivirana inačica izvorne stranice od 20. kolovoza 2019. (Wayback Machine)